# Eurysticta kununurra
Eurysticta kununurra – gatunek ważki z rodziny Isostictidae.